# 电子鼓

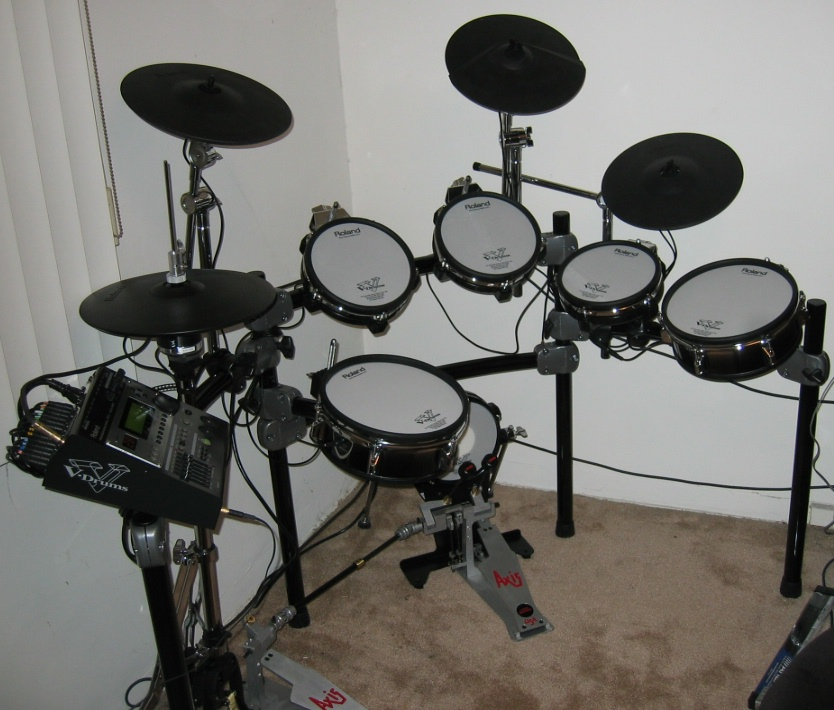
電子鼓外观

電子鼓是使用聲音取樣的技術来发出鼓声的电子乐器。通常由电子合成器和打击界面两个部分组成，在外观上通常会接近于正式的爵士鼓，也可为了缩小体积而通过减小鼓面来设计成特殊的造型。在音色上可以模拟各种原声鼓，也可以使用特殊的音色。
电子鼓是传统鼓组的替代品，以现在的科技，电子鼓已经能做到声音真实、手感真实的程度，节省空间、可调节音量、音色众多。
现在比较常见的是YAMAHA的DTX系列电鼓、Roland的V-Drums系列电鼓，及S@L等。